# Rue de Hambourg
Cet article court présente un sujet plus développé dans : rue de Naples (Paris) et rue de Bucarest.
La rue de Hambourg est une voie de l'actuelle 8e arrondissement de Paris. Ouverte en application d'une ordonnance royale du 2 février 1826, elle est scindée en deux parties lors de la construction du faisceau ferroviaire de la gare Saint-Lazare. 
- La partie à l'ouest des voies prend le nom de rue de Naples en 1864.
- La partie subsistante a pris le nom de rue de Bucarest en 1922.